# Légende (roman de Sylvain Prudhomme)
Pour les articles homonymes, voir Légende (homonymie).
Légende est un roman de Sylvain Prudhomme, publié aux éditions Gallimard en 2016.

## Inspiration
C'est un western contemporain. Cette fiction est librement inspirée de faits réels, notamment de l'histoire de deux frères arlésiens ayant vécu dans les années 1980.
L'action se déroule dans la plaine Provençale de la Crau où se trouve la Churascaïa,, célèbre discothèque, fréquentée par les protagonistes. Le fil conducteur du roman est le projet d'un documentaire sur la mythique discothèque gardoise.

## Prix
Le roman a reçu le prix François-Billetdoux de la Société civile des auteurs multimédia (SCAM), et le prix Révélation de la Société des Gens de Lettres. Il a été finaliste du Grand prix du roman de l'Académie Française.